# Traversion
Albums de Offenbach
Offenbach
(1977) En Fusion
(1980)
Singles
1. Bye Bye/Ayoye (1978)
2. Je Chante Comme Un Coyote/Mes Blues Passent Pu Dans Porte (1979)modifier

Traversion est le quatrième album studio        d'Offenbach. Il reprend Quand les hommes vivront d'amour de Raymond Lévesque, introduit une composition de Breen Leboeuf qui deviendra un classique pour le groupe comme pour le chanteur, Mes Blues Passent Pu Dans'Porte et perpétue le son Offenbach.
Cet album est le premier véritable succès commercial pour le groupe au Québec avec près de 40,000 copies vendues. Il revient en force en 1979 avec des titres incontournables du rock québécois tels que Ayoye, Mes blues passent pu dans'porte ou Deux autres bières, marquant l'arrivée de Breen Lebœuf à la basse et du guitariste anglophone John McGale. Le tout en collaboration avec le parolier du groupe Beau Dommage, Pierre Huet. L'album est considéré comme un grand classique du rock québécois.                               
Le groupe atteint la consécration du public et de l’industrie musicale, en remportant le Félix de l’Album rock de l’année au premier gala de l’ADISQ en 1979

## Liste des titres
- La chanson Quand les hommes vivront d'amour est de Raymond Lévesque, alors que Mes Blues Passent Pu Dans'Porte est signée Breen Lebœuf, Pierre Huet et Gerry Boulet. Et finalement, Jean Gravel partage l'écriture de la chanson Je l'sais ben avec John McGale, et pour ce qui est de la chanson Ayoye elle a été écrite par Andre St-Denis pour le texte et la musique est de Gerry. 
| 1.    | Je l'sais ben - P. Huet/J. Gravel, J. McGale                    | 4:57 |
| 2.    | Deux autres bières - P. Huet/J. McGale                          | 3:25 |
| 3.    | Les eaux qui dorment - P. Huet/J. McGale                        | 3:21 |
| 4.    | Mes blues passent pu dans 'porte - P. Huet/G. Boulet, B. LeBœuf | 4:10 |
| 5.    | Je chante comme un coyote - P. Huet/G. Boulet                   | 5:18 |
| 6.    | Femme qui s'en va - P. Huet/J. McGale                           | 2:55 |
| 7.    | Bye Bye! - P. Huet/G. Boulet                                    | 3:39 |
| 8.    | Quand les hommes vivront d'amour - Raymond Lévesque             | 3:49 |
| 9.    | J'ai l'Rock'n'Roll pis toé - P. Huet/J. McGale                  | 3:22 |
| 10.   | Ayoye - André St-Denis/G. Boulet                                | 6:16 |
| 41:12 |                                                                 |      |

## Personnel
- Gerry Boulet – chant, orgue Hammond B3, piano, saxophone (4)
- Jean Gravel – guitare électrique, chœurs
- John McGale – guitares, flûte traversière (3), chœurs
- Breen LeBoeuf – basse, chant (2, 4), chœurs
- Pierre Ringuet – batterie (1-3, 6, 10)
- Pierre Lavoie – batterie (4, 5, 7-9)

Musicien supplémentaire
- Richard Beaudet – saxophone (10)

## Production
- Réalisation : Offenbach, René Malo
- Prise de son : Ian Terry
- Mixage : Ian Terry
- Studio : studio Tempo, T.M. Audio
- Production : René Malo, Offenbach
- Pochette - Illustration et conception graphique : Vittorio